# Законодательная комиссия кнессета
Законодательная комиссия кнессета (ивр. ועדת חוקה, חוק ומשפט‎ — Ваадат ха-хука, хок у-мишпат) — постоянная комиссия кнессета, занимающаяся вопросами права, законодательства и конституции в Израиле.

## Информация о комиссии
Комиссия была создана в 1949 году, во время каденции кнессета 1-го созыва, первым её председателем стал Нахум Нир. В настоящее время её возглавляет депутат Давид Ротем от фракции «Наш дом Израиль».
Члены комиссии (на 3 марта 2012 года): Дорон Авиталь, Михаэль Бен-Ари, Ицхак Герцог, Дани Данон, Ури Маклев, Авраам Михаэли, Ури Орбах, Йоханан Плеснер, Хана Сауид, Ахмед Тиби, Ципи Хотовели и Кармель Шама. 

## Председатели комиссии
- Нахум Нир (кнессет 1-го созыва, кнессет 3-го созыва, кнессет 6-го созыва)
- Моше Унна (кнессет 2-го созыва, кнессет 3-го созыва, кнессет 5-го созыва)
- Зерах Вархафтиг (кнессет 3-го созыва, кнессет 4-го созыва, кнессет 8-го созыва)
- Ицхак Рафаэль (кнессет 6-го созыва)
- Шломо-Исраэль Бен-Меир (кнессет 7-го созыва)
- Йосеф Гольдшмидт (кнессет 7-го созыва)
- Давид Гласс (кнессет 9-го созыва)
- Элиэзер Кулас (кнессет 10-го созыва, кнессет 11-го созыва)
- Уриэль Лин (кнессет 12-го созыва)
- Давид Цукер (кнессет 13-го созыва)
- Шауль Яалом (кнессет 14-го созыва)
- Ханан Порат (кнессет 14-го созыва)
- Амнон Рубинштейн (кнессет 15-го созыва)
- Офир Пинес-Паз (кнессет 15-го созыва)
- Михаэль Эйтан (кнессет 15-го созыва, кнессет 16-го созыва)
- Менахем Бен-Сасон (кнессет 17-го созыва)
- Давид Ротем (кнессет 18-го созыва)